# Barclay Martin
Barclay Martin (* 17. Dezember 1802 im Edgefield County, South Carolina; † 8. November 1890 in Columbia, Tennessee) war ein US-amerikanischer Politiker. Zwischen 1845 und 1847 vertrat er den Bundesstaat Tennessee im US-Repräsentantenhaus.

## Werdegang
Barclay Martin war ein Onkel von Lewis Tillman (1816–1886), der zwischen 1869 und 1871 ebenfalls für Tennessee im Kongress saß. Bereits im Jahr 1804 kam er mit seinen Eltern in das Bourbon County in Kentucky. Zwei Jahre später zog die Familie in das Bedford County in Tennessee weiter. Martin genoss eine akademische Ausbildung und zog dann nach Columbia. Nach einem Jurastudium und seiner Zulassung als Rechtsanwalt begann er in seinem neuen Beruf zu arbeiten. Gleichzeitig schlug er als Mitglied der Demokratischen Partei eine politische Laufbahn ein.
In den Jahren 1839 und 1840 war Martin Abgeordneter im Repräsentantenhaus von Tennessee; von 1841 bis 1843 gehörte er dem Staatssenat an. Bei den Kongresswahlen des Jahres 1844 wurde er im sechsten Wahlbezirk von Tennessee in das US-Repräsentantenhaus in Washington, D.C. gewählt, wo er am 4. März 1845 die Nachfolge von Aaron V. Brown antrat. Bis zum 3. März 1847 konnte eine Legislaturperiode im Kongress absolvieren. Diese war von den Ereignissen des Mexikanisch-Amerikanischen Krieges geprägt.
Nach seinem Ausscheiden aus dem US-Repräsentantenhaus arbeitete Barclay Martin wieder als Anwalt. Von 1847 bis 1849 sowie nochmals zwischen 1851 und 1853 gehörte er erneut dem Repräsentantenhaus von Tennessee an. Ab 1852 war er auch Kuratoriumsmitglied des Columbia Athenaeum. Nach 1853 hat er kein weiteres politisches Amt mehr ausgeübt. Barclay Martin starb am 8. November 1890 in Columbia.